# ليستير كارني
ليستير كارني (بالإنجليزية: Lester Carney)‏ هو منافس ألعاب قوى أمريكي، ولد في 31 مارس 1934 في بلايري في الولايات المتحدة.

## وصلات خارجية
- ليستير كارني على موقع الاتحاد الدولي لألعاب القوى (الإنجليزية)
- ليستير كارني على موقع اللجنة الأولمبية الدولية (الإنجليزية)
- ليستير كارني على موقع أوليمبيديا (الإنجليزية)